# Messgröße
Gemäß DIN 1319 zu den „Grundlagen der Messtechnik“ ist die Messgröße diejenige physikalische Größe, der eine Messung gilt. Dabei wird in dieser Norm der Begriff sowohl für „Messgröße im allgemeinen Sinn“ als auch für „spezielle Messgröße“ verwendet.
- Im allgemeinen Sinn handelt es sich um eine physikalische Größe wie z. B. Masse, Leistung, Temperatur, die Ziel einer Messung war oder sein wird. Abgrenzung: Da z. B. der Intelligenzquotient keine physikalische Größe ist, kann er im Sinne dieser Definition keine messbare Größe sein.
- Als spezielle Größe handelt es sich um eine zu speziellen Sachbezügen gehörende Größe wie z. B. Volumen eines vorgelegten Körpers, Widerstand eines vorgelegten Kupferdrahtes bei einer gegebenen Temperatur. Der von einem Messgerät oder einer Messeinrichtung gelieferte oder zu liefernde Wert einer speziellen Messgröße nennt man Messwert; er wird durch das Produkt aus Zahlenwert und Maßeinheit ausgedrückt. Abgrenzung: Im Sinne dieser Festlegung sind Werte, die z. B. durch bloße Überlegung oder Vermutung gewonnen wurden, keine Messwerte.

Die Messgröße muss nicht unmittelbar Gegenstand der Messung sein. Sie kann auch über physikalisch bekannte oder festgelegte mathematische Beziehungen aus Größen bestimmt werden, denen unmittelbare Messungen gelten. Ziel jeder Messung ist es, den wahren Wert der Messgröße zu ermitteln. Möglich ist aber bestenfalls, durch ein vollständiges Messergebnis einen Schätzwert anzugeben.
Die Messgröße ist häufig eine Eigenschaft eines Körpers; sie kann auch eine Eigenschaft eines Vorganges (z. B. einer Strahlung) oder eines Zustandes (z. B. eines magnetischen Feldes) sein.
Jede Messgröße hat eine Dimension in dem zugrunde liegenden Größensystem, so dass Werte der Messgröße in der Regel mit anderen Werten derselben Dimension vergleichbar sind. Diese Vergleichbarkeit wird dadurch ausgedrückt, dass der Wert einer Messgröße als Vielfaches der zugehörigen Maßeinheit angegeben wird. Einige Messgrößen sind Dimensionslose Größen (z. B. Winkel, Brechungsindex, Exzentrizität der Bahn eines Satelliten), deren Werte unmittelbar als rationale Zahlen zu erhalten sind. In der Praxis werden auch für diese Größen oft Hilfsmaßeinheiten verwendet, die nur der Deutlichkeit wegen angewendet werden.
Im Bereich der Quantenphysik sind bestimmte Messgrößen ein und desselben Systems komplementär zueinander, d. h., die Messung der einen Größe bewirkt, dass der Wert der anderen Größe völlig unbestimmt wird (siehe Quantenmechanik oder Observable).